# Day69
Day69 ist das Debütmixtape des US-amerikanischen Rappers 6ix9ine, das im Februar 2018 erschien.

## Entstehung
An Day69 wirkte mit Flamm, Beat Menace, Pi’erre Bourne, Koncept P, Toopristine, Walteezy, Phosphate, Taz Taylor, MjNichols, Pharaoh Vice, Suxx, Sticksonthebeat, Boi-1da und DJ SpinKing eine Vielzahl an verschiedenen Produzenten mit. Mit Tory Lanez, Young Thug, A Boogie wit da Hoodie, Fetty Wap und Offset konnten für das Mixtape außerdem fünf kommerziell erfolgreiche Gastmusiker gewonnen werden. 6ix9ine schrieb sämtliche Lieder selbst, wobei alle zusätzlich auf dem Werk zu hörenden Rapper ebenfalls als Autoren ihrer Parts fungierten. Eine besondere Kontroverse umgab allerdings die Zusammenarbeit mit Pi’erre Bourne, der den Beat des Liedes Gummo kreierte, welches auf Day69 in zwei Versionen zu hören ist und 6ix9ines ersten Charterfolg in den USA darstellt. Der Produzent hatte das Instrumental ursprünglich dem Rapper Trippie Redd für eines seiner Lieder zur Verfügung gestellt, dieser gab es später jedoch an den umstrittenen Musiker weiter. Aufgrund dessen Konflikte mit dem Gesetz wollte Bourne allerdings nichts mit ihm zu tun haben und veranlasste, seinen ursprünglich in den Beat eingebauten Namen aus der Aufnahme zu streichen. Des Weiteren beendete er nach dem Vertrauensbruch die Zusammenarbeit mit Redd.

## Veröffentlichung
Die Erstveröffentlichung von Day69 erfolgte am 23. Februar 2018 bei den Musiklabels Caroline Records, Scumgang Records sowie TenThousand Projects (Katalognummer: 00842812107252). Das Album erschien zunächst nur als Download und Streaming, am 27. Juli 2018 folgte eine CD-Veröffentlichung sowie am 10. August desselben Jahres die Veröffentlichung als LP. Day69 erschien in drei Versionen. Die Standard Edition enthält elf Titel und ist digital oder als LP erhältlich. Daneben existiert noch eine als Day69: Graduation Day betitelte Ausgabe, die noch ein zusätzliches Lied aufweist und ebenfalls in denselben Formaten oder auf CD zu erwerben ist. Die japanische Variante beinhaltet außerdem Tati, die Leadsingle von 6ix9ines zum damaligen Zeitpunkt noch nicht erschienenen Album Dummy Boy.
Aus der regulären Version des Mixtapes wurden die Singles Gummo, Kooda und Keke ausgekoppelt. Alle drei Titel waren moderate kommerzielle Erfolge in den USA, wobei Gummo mit Platz 12 den größten Hit darstellte. Zusätzlich konnten sich auch noch Billy, Rondo und Gotti in den dortigen Charts beweisen. Außerdem wurden zu allen Songs des Werkes Musikvideos veröffentlicht.

## Musik und Texte
Die meisten Lieder von Day69 können zumindest in ihrer Beatauswahl dem Trapgenre zugeschrieben werden, da sie auf (teilweise stark verzerrte) 808-Bass Drums, schnelle Hi-Hats und Snares setzen, wobei die Synthesizer teilweise ungewöhnlich dominant in den Vordergrund gemischt sind. 6ix9ines Rapstil hebt sich deutlich von dem der meisten Künstler des Genres ab, da er sehr energisch und laut vorgetragen wird und zeitweise an Screamo erinnert. Charakteristisch ist außerdem der wiederholte Einsatz von Schusswaffengeräuschen. Inhaltlich handelt es sich bei den Liedern um Gangsta-Rap-Songs, die sich viel um Gewalt, Bandenkriminalität und einen rauen Lebensstil drehen.

## Covergestaltung
Zu Day69 wurden zwei verschiedene Coverartworks veröffentlicht; eines für die reguläre und eines für die Graduation Day-Edition. Beide sind zweidimensional gezeichnet, in auffällig bunten Farben gehalten und zeigen in unterschiedlichen Animationsstilen dasselbe Motiv. 6ix9ine posiert dabei, eine goldene Halskette und eine Jeansjacke tragend, vor einer an das Fantasygenre erinnernden Landschaft, in der ein Schloss und Berge zu sehen sind. Große Wolken zieren dabei den Himmel. Auf dem Cover von Day69: Graduation Day hält der Rapper zudem einen schlafenden, kleinen, weißen Hund.
Einen Tag nach Veröffentlichung des Mixtapes schrieb der Webkünstler cryptidsp00n einen öffentlichen Post darüber, dass das von Matteo Rainini gezeichnete Motiv der Standard Edition von einem seiner eigenen Bilder abgepaust wurde. Statt 6ix9ine war darauf allerdings ursprünglich der Charakter Flame Princess der Animationsserie Adventure Time zu sehen. Zwar fiel ihm das Plagiat bereits früher auf, als es Rainini online erstmals der Öffentlichkeit zugänglich machte, allerdings erkannte er zunächst dessen Verwendung als Cover eines erfolgreichen Musikprojektes nicht. Rainini editierte daraufhin seinen Internetbeitrag, in dem er das Bild vorstellte, sodass cryptidsp00n nun als Inspirationsquelle genannt wurde, allerdings ohne – wie in der Branche üblich – dessen Profil zu verlinken, sowie mit einem Rechtschreibfehler.

## Titelliste
| Nr. | Titel                                           | Länge |
| --- | ----------------------------------------------- | ----- |
| 1.  | Billy                                           | 1:52  |
| 2.  | Gummo                                           | 2:37  |
| 3.  | Rondo (feat. Tory Lanez & Young Thug)           | 2:18  |
| 4.  | Keke (feat. A Boogie wit da Hoodie & Fetty Wap) | 2:31  |
| 5.  | 93                                              | 2:16  |
| 6.  | Doowee                                          | 2:13  |
| 7.  | Kooda                                           | 2:22  |
| 8.  | Buba                                            | 1:58  |
| 9.  | Mooky                                           | 2:28  |
| 10. | Gummo (Remix) (feat. Offset)                    | 3:25  |
| 11. | Chocolaté                                       | 3:02  |

| Nr. | Titel                                           | Länge |
| --- | ----------------------------------------------- | ----- |
| 1.  | Billy                                           | 1:52  |
| 2.  | Gummo                                           | 2:37  |
| 3.  | Rondo (feat. Tory Lanez & Young Thug)           | 2:18  |
| 4.  | Keke (feat. A Boogie wit da Hoodie & Fetty Wap) | 2:31  |
| 5.  | 93                                              | 2:16  |
| 6.  | Doowee                                          | 2:13  |
| 7.  | Kooda                                           | 2:22  |
| 8.  | Buba                                            | 1:58  |
| 9.  | Mooky                                           | 2:28  |
| 10. | Gummo (Remix) (feat. Offset)                    | 3:25  |
| 11. | Chocolaté                                       | 3:02  |
| 12. | Gotti                                           | 2:46  |

| Nr. | Titel                                           | Länge |
| --- | ----------------------------------------------- | ----- |
| 1.  | Billy                                           | 1:52  |
| 2.  | Gummo                                           | 2:37  |
| 3.  | Rondo (feat. Tory Lanez & Young Thug)           | 2:18  |
| 4.  | Keke (feat. A Boogie wit da Hoodie & Fetty Wap) | 2:31  |
| 5.  | 93                                              | 2:16  |
| 6.  | Doowee                                          | 2:13  |
| 7.  | Kooda                                           | 2:22  |
| 8.  | Buba                                            | 1:58  |
| 9.  | Mooky                                           | 2:28  |
| 10. | Gummo (Remix) (feat. Offset)                    | 3:25  |
| 11. | Chocolaté                                       | 3:02  |
| 12. | Gotti                                           | 2:46  |
| 13. | Tati                                            | 2:34  |

## Rezensionen
Day69 erhielt überwiegend negative Kritiken. Bemängelt wurden vor allem die schnellen Abnutzungserscheinungen des auf dem Mixtape verwendeten Stils, die Ernsthaftigkeit, mit der 6ix9ine seine Gimmicks präsentiert, sowie mangelnde lyrische Fähigkeiten. Zwar erkannte man Potenzial in der wilden, rauen Darbietung des Rappers, die sich provokant von anderen Vertretern des Genres abhebt, dieses bliebe jedoch ungenutzt, da sich der Musiker zu oft wiederhole und die Faszination schnell nachlassen würde. Nur vereinzelt traten gemischte oder positive Rezensionen auf. Der Titel Gummo wurde allerdings als Highlight hervorgehoben

## Kommerzieller Erfolg

### Chartplatzierungen
Day69  avancierte zum Top-10-Erfolg in den Vereinigten Staaten (Rang 4) und den Niederlanden (Rang 10).
| ChartsChartplatzierungen       | Höchstplatzierung | Wochen |
| ------------------------------ | ----------------- | ------ |
| Deutschland (GfK)              | 44 (2 Wo.)        | 2      |
| Österreich (Ö3)                | 39 (1 Wo.)        | 1      |
| Schweiz (IFPI)                 | 20 (1 Wo.)        | 1      |
| Vereinigte Staaten (Billboard) | 4 (40 Wo.)        | 40     |
| Vereinigtes Königreich (OCC)   | 20 (5 Wo.)        | 5      |

| ChartsJahrescharts (2018)      | Platzierung |
| ------------------------------ | ----------- |
| Vereinigte Staaten (Billboard) | 75          |

### Auszeichnungen für Musikverkäufe
| Land/Region                  | Auszeichnungen für Musikverkäufe (Land/Region, Auszeichnung, Verkäufe) | Verkäufe |
| ---------------------------- | ---------------------------------------------------------------------- | -------- |
| Dänemark (IFPI)              | Gold                                                                   | 10.000   |
| Frankreich (SNEP)            | Gold                                                                   | 50.000   |
| Kanada (MC)                  | Gold                                                                   | 40.000   |
| Neuseeland (RMNZ)            | Gold                                                                   | 7.500    |
| Niederlande (NVPI)           | Gold                                                                   | 20.000   |
| Norwegen (IFPI)              | Gold                                                                   | 10.000   |
| Schweden (IFPI)              | Gold                                                                   | 15.000   |
| Vereinigte Staaten (RIAA)    | Gold                                                                   | 500.000  |
| Vereinigtes Königreich (BPI) | Silber                                                                 | 60.000   |
| Insgesamt                    | 1× Silber · 8× Gold · × Platin ·                                       | 712.500  |